# Маров, Виктор Фёдорович
Виктор Фёдорович Маров (12 июля 1932, Холуй — 7 декабря 1999, Москва) — советский и российский архитектор.

## Биография
Родился 12 июня 1932 года в селе Холуй, в то время — Вязниковского района Владимирской области. Школу окончил в 1950 году с отличием. Учился в Московском архитектурном институте, который окончил с отличием в 1956 году.
С 1960 года Маров работал в проектной конторе «Яроблколхозпроект», начальником сектора планировки и застройки. С 1963 года — член союза архитекторов Советского союза. В дальнейшем член КПСС.
В 1966 году стал заместителем главного архитектора города Ярославля. В 1977 году — главный архитектор художественных производственных мастерских Художественного фонда России. В 1977—1978 годах — главный инженер отдела по делам строительства и архитектуры Ярославского облисполкома.
С 1978 года — главный архитектор проектов, главный специалист и начальник архитектурно-планировочной мастерской института «Ярославгражданпроект». С 1992 по 1999 преподавал на кафедре архитектуры ЯГТУ.
Умер в 1999 году в Ярославле.

## Публикации
В 2000 году вышла книга Марова «Ярославль. Архитектура и градостроительство», в которой подробно показана история застройки Ярославля и описаны все значимые памятники архитектуры XIX — начала XX веков, сохранившиеся в Ярославле. В 2001 за эту работу В. Ф. Маров был посмертно удостоен звания лауреата областной премии имени Петра Барановского.